# Lukas Schust
Lukas Schust (* 1997 in Berlin) ist ein deutscher Schauspieler und Synchronsprecher.

## Leben
Seit dem Alter von sieben Jahren wirkte Schust in zahlreichen Fernsehfilmen mit. 2008 erhielt er den Kinder-Medien-Preis Der weiße Elefant als Sonderpreis für die beste schauspielerische Darstellung in Das Wunder von Loch Ness.
Darüber hinaus erlangte er Aufmerksamkeit durch seine Synchronisation von Tanay Chheda in Slumdog Millionär und Asa Butterfield in Der Junge im gestreiften Pyjama, für die er im Jahr 2010 in der Kategorie „Herausragende Nachwuchsleistung“ mit dem Deutschen Preis für Synchron ausgezeichnet wurde.

## Filmografie (Auswahl)
- 2004: Der Mustervater – Allein unter Kindern
- 2006: Die Kinder der Flucht: Wolfskinder
- 2007: Tatort – Die Falle
- 2007: Ich leih’ mir eine Familie
- 2008: Meine wunderbare Familie
- 2008: Die Stein
- 2008: Man liebt sich immer zweimal
- 2008: Morgen, ihr Luschen! Der Ausbilder-Schmidt-Film
- 2008: Das Wunder von Loch Ness
- 2008: Die Alpenklinik IV – Riskante Entscheidung
- 2008: Inga Lindström – Sommer der Entscheidung
- 2009: Masserberg
- 2009: Die Alpenklinik V – Liebe heilt Wunden
- 2010: Das zweite Wunder von Loch Ness
- 2010: Tatort – Die Unsichtbare
- 2011: Die Lehrerin
- 2012: Willkommen in Kölleda
- 2013: Nach all den Jahren
- 2013: Keine Zeit für Träume
- 2014: Mit Burnout durch den Wald
- 2014: Polizeiruf 110 – Abwärts

## Seriengastauftritte
- 2007: Sophie – Braut wider Willen
- 2007: In aller Freundschaft – Folge 375: In frohem Jubel
- 2007: Ein Fall für zwei – Außer Kontrolle
- 2009: Doctor’s Diary
- 2013: In aller Freundschaft – Folge 623: Über die Grenzen
- 2015: Bettys Diagnose (Fernsehserie; Folge 8: Geheimnisse)
- 2015: Ein starkes Team – Beste Freunde
- 2017: In aller Freundschaft – Die jungen Ärzte (Staffel 2, Episode 37 Bekenne dich als Moritz Konrad)

## Synchronrollen (Auswahl)

### Filme
- 2008: Asa Butterfield als Bruno in Der Junge im gestreiften Pyjama
- 2008: Zak Boggan als Cody in Mein Schatz, unsere Familie und ich
- 2008: Jae Head als Aaron Embrey in Hancock
- 2008: Azharuddin Mohammed Ismail als junger Salim in Slumdog Millionär
- 2009: Amir als Oskar in Oskar und die Dame in Rosa
- 2011: Max Moran als Hoo Hoo in Kleiner starker Panda
- 2017: Asa Butterfield als Gardner in Den Sternen so nah

### Serien
- 2010: Joey Luthman als Dave in ICarly
- 2011: Aaron Grady Shaw als Oliver in In Treatment – Der Therapeut
- 2011: Owen Best als Alec Abrams in Smallville
- 2011: Gattlin Griffith als Jesse Turner in Supernatural
- 2012: Kassius Carey Johnson als Artie Maitland in Doctor Who

## Auszeichnungen
- 2008 Der weiße Elefant als Sonderpreis für die beste schauspielerische Darstellung in Das Wunder von Loch Ness
- 2010 Deutscher Preis für Synchron in der Kategorie „Herausragende Nachwuchsleistung“ für Slumdog Millionär und Der Junge im gestreiften Pyjama